# Hitler och vi på Klamparegatan
Hitler och vi på Klamparegatan är en svensk film från 1997, producerad av produktionsgruppen Wechselmann AB.

## Handling
I stadsdelen Masthugget i Göteborg är livet hårt under 1930-talet. Här bor den unge pojken Eric i en trång lägenhet tillsammans med sin stora familj.

## Om filmen
Filmen hade biopremiär i Sverige den 19 april 1997. Maj Wechselmann baserade manuset på Eric S. Alexanderssons självbiografiska romaner om 1930-talets Masthugget. Filmen fick mycket dålig kritik och mycket få biobesökare. Då den visades i SVT 1998 sågs den av 600 000 TV-tittare.[källa behövs]

## Rollista (urval)
- Peter Wechselmann – Eric
- Kent Andersson – Albin, stuveriarbetare
- Lasse Brandeby – masthuggsledare
- Puck Ahlsell – nazistledare
- Sonny Johnson – masthuggsagitator
- Marika Lagercrantz – Victoria Ridderstad
- Chatarina Larsson – mamma Maria

## Filmografi
- Hitler och vi på Klamparegatan / en film av Maj Wechselmann. Folkets Bio. 1997. Libris 10616961. http://www.abfplay.se/videos/hitler-och-vi-pa-klamparegatan Arkiverad 2 april 2015 hämtat från the Wayback Machine.